# Ноемберян
Ноемберя́н (вірм. Նոյեմբերյան), до 1937 року Барана (вірм. Բարանա) — місто на північному сході Вірменії, у марзі (області) Тавуш за 187 км на північний схід від Єревану. Поруч проходить кордон з Азербайджаном.
На південь від міста розташовані схили хребта Воскепар, з півночі та заходу — хребта Гугарац.
Під час Карабаського конфлікту Радянська Армія займалася грабежами, розбоями та вбивствами вірмен, у тому числі й співробітників МВС Вірменської РСР.
В місті знаходиться футбольний клуб «Азнавур».